# Collège Saint-Joseph (Fontenay-le-Comte)
Pour les articles homonymes, voir Collège Saint-Joseph.
Le collège Saint-Joseph est un établissement d'enseignement privé catholique, secondaire, situé à Fontenay-le-Comte, en Vendée.

## Histoire

### Couvent des capucins
Les Capucins s'établissent à Fontenay en 1608. Après un séjour provisoire à la "Croix-Blanche", rue Benjamin-Fillon, les religieux prennent possession, en 1620, de la propriété de Bélesbat, sise rue Barnabé-Brisson, offerte par Jean Tiraqueau. La construction de leur couvent, entreprise de longue haleine, demeure inachevée en 1646, année où est passé un marché relatif aux dortoirs et à l'infirmerie.
À l'aube de la Révolution française, le couvent est aliéné comme bien national et adjugé à des particuliers. Au cours de la première moitié du XIXe siècle, l'enceinte conventuelle accueille plusieurs demeures privées. En témoignent notamment l'édification, vers 1813, d'une maison au numéro 5 de la rue Barnabé-Brisson, ainsi que la construction, en 1845, d'une demeure au numéro 7, dénommée "hôtel Vinet" et propriété de la famille Mignon-Vinet.

### Fondation et inauguration

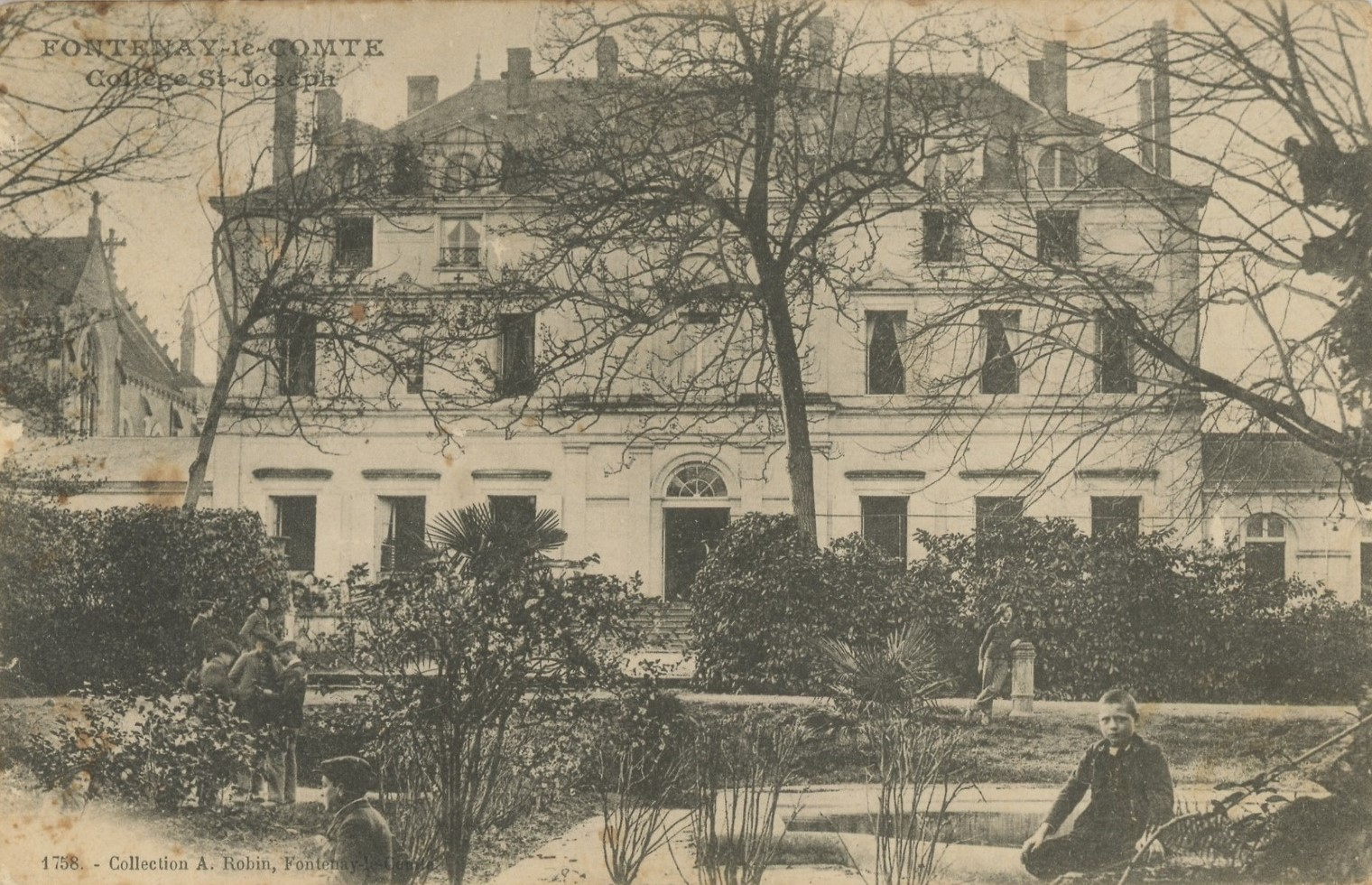
La cour de récréation vers 1900.

En 1878, Alexis Mignon et son épouse Blanche Vinet vendent leur maison dite hôtel Vinet ainsi que ses annexes à Nicolas Catteau. Depuis cet achat, des travaux importants sont réalisés afin de préparer l'arrivée des futurs élèves pour la prochaine rentrée scolaire. Le lundi 18 octobre 1878, Nicolas Catteau inaugure l'institution en présence d'une assistance nombreuse. La journée commence par une messe du Saint-Esprit célébrée en l'église Notre-Dame, suivie d'une procession qui parcourut les principales rues de la ville, finissant ainsi dans la cour de l'établissement où a eu lieu la bénédiction de l'édifice et de la cloche, offerte par monsieur Brunet, curé de Serigné.

### Développement des infrastructures
En 1879, la construction de la chapelle est achevée. Deux ans plus tard, le père Germain, supérieur, achète un bâtiment voisin où les classes préparatoires sont intronisées, donnant ainsi naissance au petit pensionnat Saint-Joseph. Cette institution fonctionnera jusqu'en 1887, date à laquelle les religieuses enseignantes sont contraintes de quitter les lieux à la suite d'une décision municipale. Face à l'accroissement du nombre d'élèves, le père Germain décide de faire édifier un grand bâtiment au nord-est de la propriété. Celui-ci abrite de nombreuses salles de classe et dortoirs, devenant ainsi le cœur de la vie étudiante à l'institution pour de nombreuses années. Le 24 mai 1887, la première pierre de ce nouveau bâtiment est posée et il ouvre ses portes le 13 octobre de la même année.
En 1888, la maison principale subit une réédification. Il fallut attendre les années 1971 et 1977 pour que la façade soit rénovée, accentuant les pierres apparentes. Le 14 juin 1893, le père Ménard lance l'idée de créer une association regroupant anciens professeurs et élèves de l'institution, dans le but de renforcer les liens d'amitié. La première réunion a lieu quelques semaines plus tard et compte environ 130 membres. Cependant, cette association prit fin après le centenaire de l'établissement en 1978, faute de participants. En janvier 1898, un mensuel nommé les Échos est créé, émanant des institutions Richelieu à Luçon, Sainte-Marie à La Roche-sur-Yon et Saint-Joseph à Fontenay-le-Comte. Ce bulletin informe également des divers événements. Hélas, cette publication cesse lors de la Seconde Guerre mondiale.

### Lois Anticléricales et Première Guerre mondiale
À partir de 1901, L'établissement est frappée par les lois contre les congrégations religieuses. En conséquence, de nombreuses religieuses, ainsi que les frères de Saint-Gabriel sont obligés de quitter le collège définitivement, entraînant une chute drastique du nombre d'élèves. En dépit de ces vicissitudes, l'établissement reprend son essor à la rentrée de 1910, dépassant ainsi les prévisions les plus optimistes. Toutefois, l’internat, en proie à une déperdition progressive, s'éteignit irrémédiablement en 1960.
En 1914, l'avènement de la Première Guerre mondiale entraîne la mobilisation d'un grand nombre de professeurs. Durant cette période, l'institution est métamorphosée en hôpital, créant des doutes quant à la possibilité d'assurer la rentrée scolaire. L'année 1922 marque un tournant avec le remplacement des lampes à pétrole par l'électricité, suivi de l'installation de l'eau courante. En 1923, le père Robin remplace le père Ménard, qui quitte son poste de directeur pour des raisons de santé. 

### Extensions et Modernisation

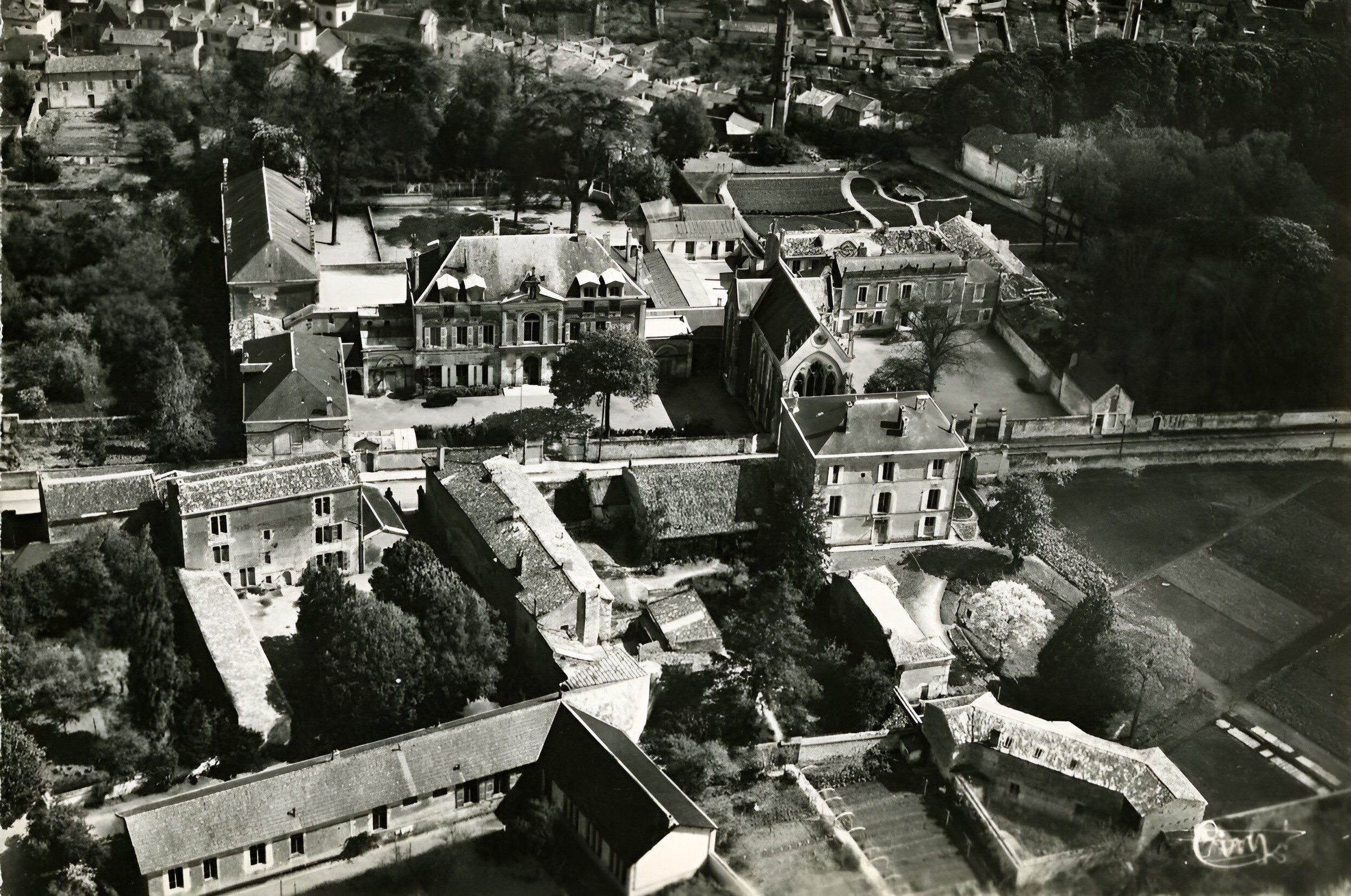
Vue aérienne du collège en 1959

En 1926, sous la direction du père Robin, des extensions importantes sont réalisées : l'aile gauche de la cour d'honneur est édifiée, ainsi que des locaux adjacents prolongeant le grand bâtiment scolaire. Au centre de cette nouvelle configuration, une passerelle-couloir relie les différentes parties de l'établissement. En 1930, la villa Hélène est achetée pour servir de dortoir et d'appartements pour les professeurs, permettant ainsi à l'agrandissement et à l'aménagement des infrastructures de l'institution.
Le commencement de la Seconde Guerre mondiale bouleverse le cours de la rentrée scolaire. Pour la seconde fois en un quart de siècle, l’établissement se transforme en hôpital, et un grand nombre de professeurs se trouvent appelés sous les drapeaux. Malgré ces circonstances pénibles, une quinzaine d’enseignants persévèrent dans leur tâche et continuent d’assurer l’instruction de 175 élèves, venus de toutes les régions de France, ainsi que de Belgique. En dépit des bouleversements de cette période troublée, la vie du collège poursuit son chemin, et le nombre d’élèves augmente régulièrement. Le père Texier succède au père Robin, décédé le 16 février 1941. 

### Création de l'école technique et autres structures

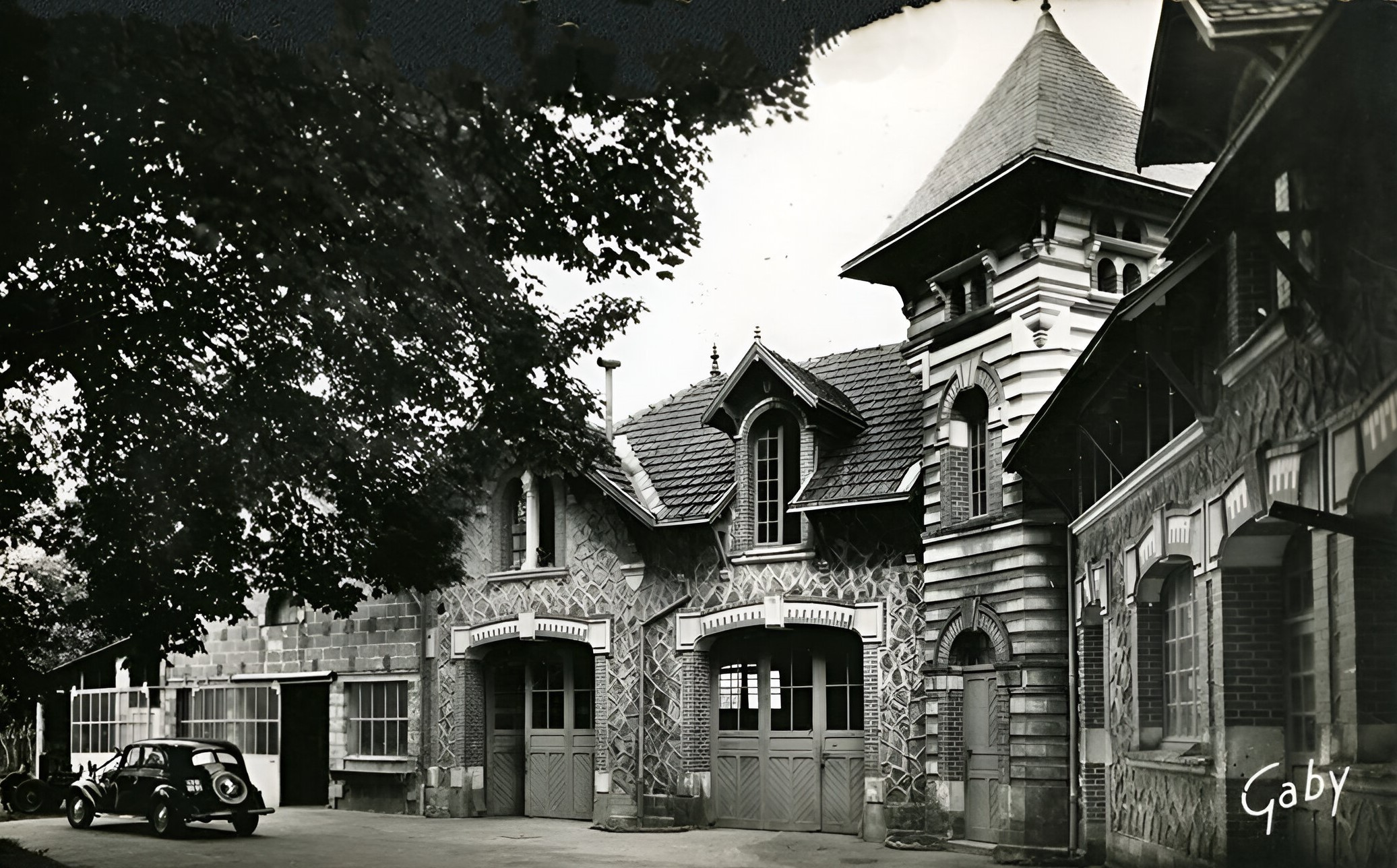
L'école technique dans les années 50

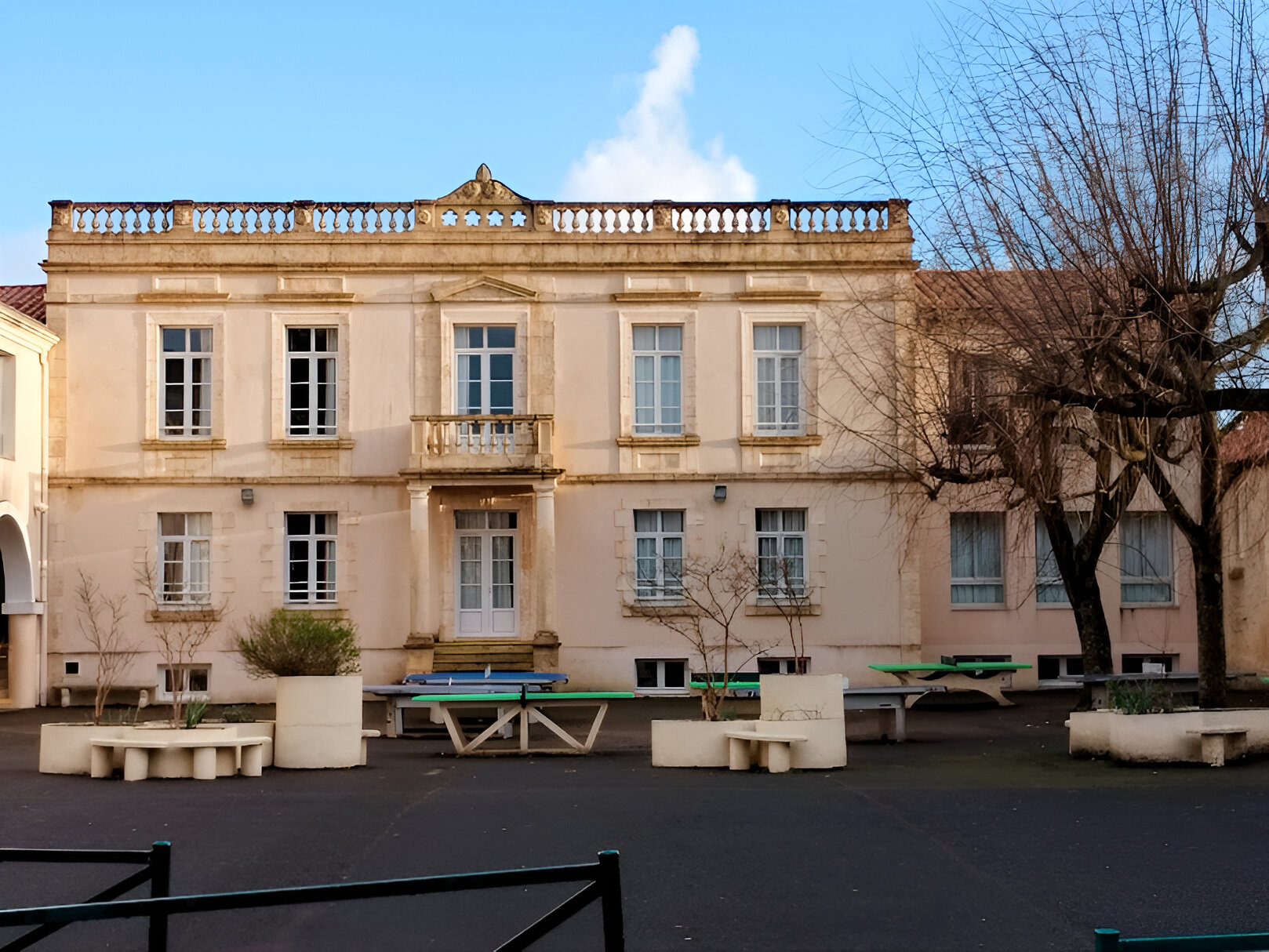
Maison Baron-Latouche

En 1949, Pierre Baron-Latouche vend sa maison ainsi que le parc de Jarnigande au collège, ce qui conduit à un doublement de la surface de l'institution. En 1950, sous la direction du père Courmailleau, l'école technique est créée. Huit ans plus tard, en 1958, l'édification d'un bâtiment majeur permet l'installation d'une section industrielle. Parallèlement, La chapelle des Carmélites déchaussées est acquise, à la suite du regroupement de ces dernières dans d'autres lieux, après une diminution de leurs effectifs.  
En 1965, un laboratoire de chimie et de sciences naturelles voit le jour. L'année suivante, en 1966, la division des Abeilles crée un Collège d'enseignement secondaire (C.E.S) sous l'égide du père Parois. En septembre 1967, un gymnase est construit, venant ajouter les installations sportives de l'établissement. Un an plus tard, le père Parois est nommé supérieur de l'établissement. La même année, les institutions Notre-Dame et Saint-Joseph fusionnent pour être une gestion commune appelée INCAF (Institutions catholiques fontenaisiennes).

### Réformes et changements récents
De 1975 à 1982, une réorganisation significative transforme profondément la structure du collège, marquée par des échanges avec le lycée Notre-Dame, l'introduction de la mixité, et la séparation nette entre le premier et le second cycle. Cette transformation aboutie à l'élaboration de quatre établissements scolaires indépendantes. A la rentrée 1982, de nouvelles métamorphoses aboutissent à la création deux établissements administrativement distincts :
- Un collège mixte (de la 6e à la 3e) dirigé par Pierre Girard à Saint-Joseph.
- Un lycée mixte polyvalent à Notre-Dame, avec diverses composantes, dirigé par Gilbert Brianceau.

Aux alentours de 1990, l'hôtel Baron-Latouche, distingué par sa façade néo-classique, subit d'importants remaniements, aboutissant à un recul de cette celle-ci. Les travaux de restauration ainsi que l'installation d'équipements sportifs demeurent des éléments partagés entre les différentes institutions. Simultanément, le père Parois, alors supérieur, quitte ses fonctions afin devenir curé à Vouvant. Les sœurs de l'Union chrétienne laissent la direction de l'établissement à l'institution Notre-Dame.
En 1995, le carmel fut vendu à un particulier, impactant ainsi un changement dans l'affectation des locaux. Plus tard, en 2003, une classe ULIS voit le jour, répondant ainsi aux besoins spécifiques des élèves en situation de handicap.

## Chapelle Saint-Joseph

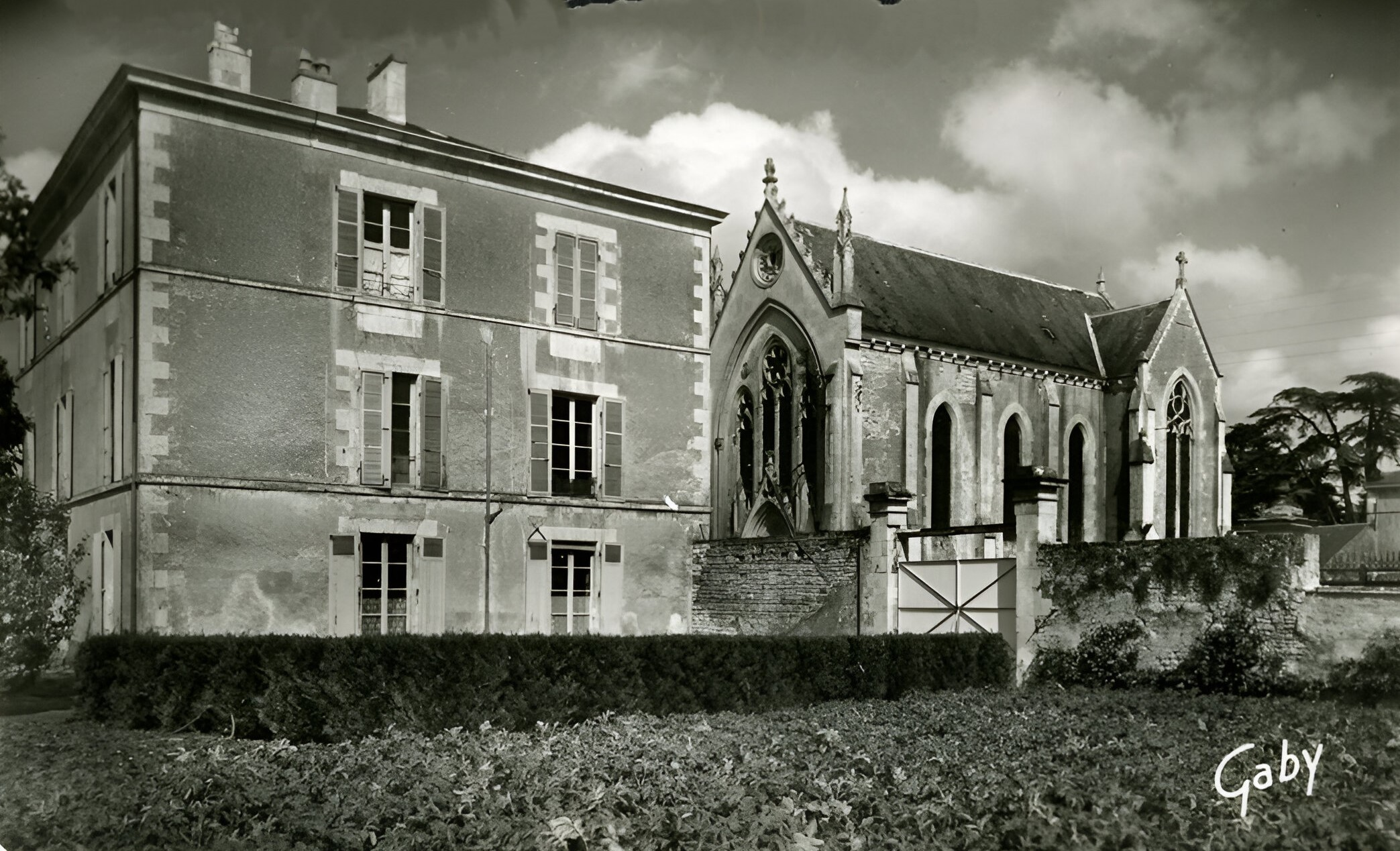
Chapelle du collège.

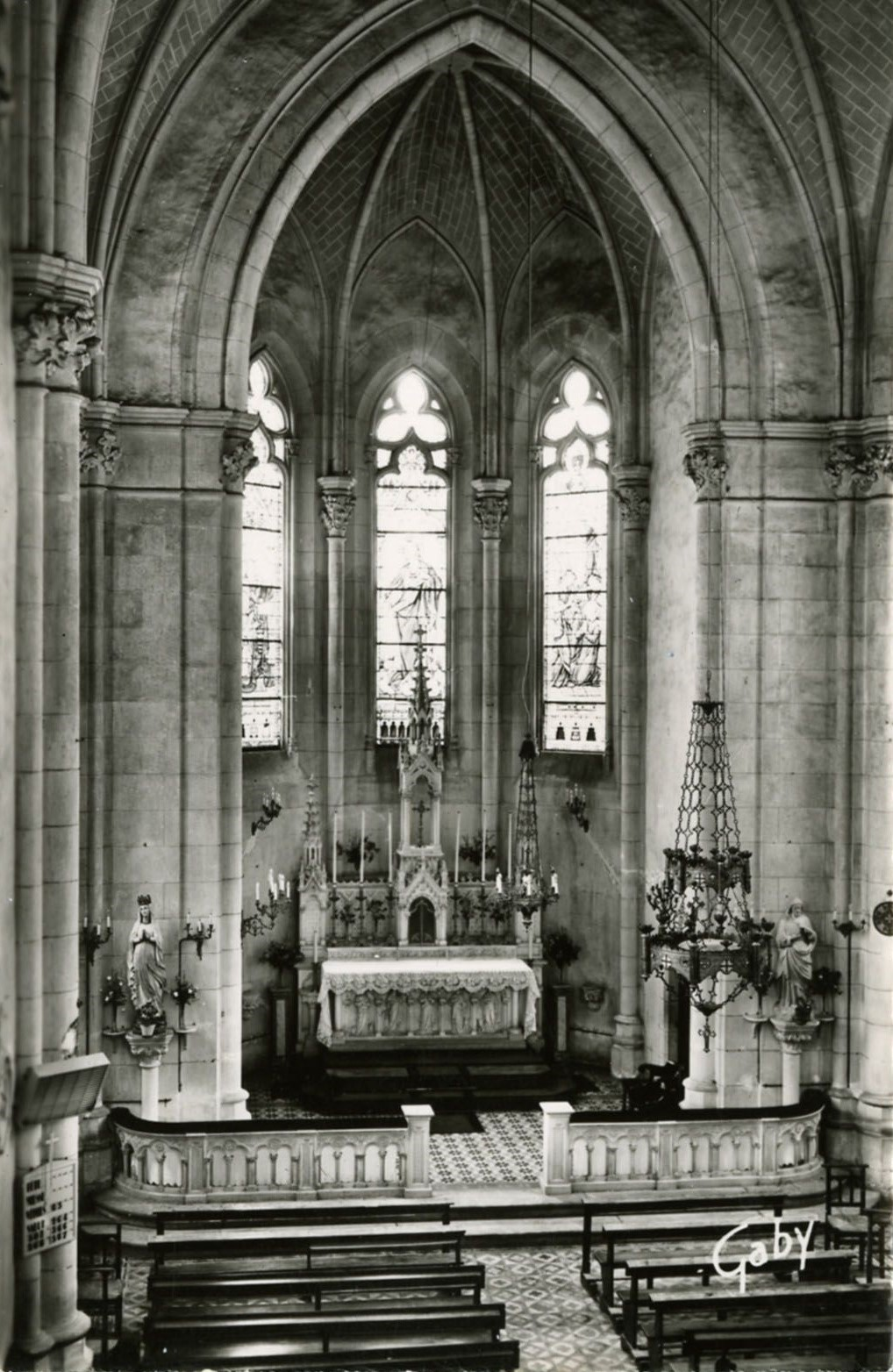
Intérieure de la chapelle du collège

Le 3 août 1879, sous la présidence de Nicolas Catteau, évêque de Luçon, et en présence d'un nombre important de personnalités, la cérémonie de pose et de bénédiction de la première pierre de la chapelle Saint-Joseph a lieu. Pour commanditer l'édification de cette chapelle, le père Germain, supérieur, lance une cagnotte. Les contributions proviennent de diverses sources, particulièrement de Nicolas Catteau lui-même, de la famille Mignon-Vinet, du clergé et de nombreux mécènes. Les travaux avancent rapidement, sans problèmes financier. Octave de Rochebrune est chargé d'élaborer les plans de la chapelle, avec l'aide de l'architecte Jean-Baptiste Bouffier. 
Le 18 avril 1881, la chapelle est inaugurée et consacrée par Nicolas Catteau, marquant ainsi son ouverture au service de la communauté. À la fin de l'année, le chœur de la chapelle est orné de trois vitraux distincts. Le vitrail central illustre la dévotion des fidèles, symbolisée par un cœur sacré irradiant de lumière. Sur le vitrail gauche est représentée la communion de saint Stanislas Kotska. La mobilisation généreuse des parents et des élèves, particulièrement lors des solennités de premières communions, contribue chaque année à embellir l'intérieur de la chapelle, prouvant ainsi de l'ardeur spirituelle de la communauté éducative.
Cependant, dès les premières années, de nombreux doutes ont été posées quant à la résistance de la chapelle. En 1909, des travaux de consolidation ont été réalisés, mais des signes de vulnérabilités ont perdurés à apparaître sporadiquement par la suite. En 1968, lors de l'assemblée générale des anciens élèves, la question de la rénovation, de la transformation ou de la destruction de l'édifice a été soulevée par le père Texier, alors supérieur. En février 1972, une violente tempête abîma sévèrement la charpente et engendre d'autres dégradations, précipitant ainsi le dialogue sur le sort du bâtiment. La décision de démolir la chapelle fut entreprise à contrecœur pour beaucoup en juillet 1975.